# Марко Ланна
Марко Ланна (італ. Marco Lanna, нар. 13 липня 1968, Генуя) — італійський футболіст, що грав на позиції захисника. По завершенні ігрової кар'єри — спортивний оглядач і функціонер.
Виступав, зокрема, за клуби «Сампдорія» та «Рома», а також національну збірну Італії.
Чемпіон Італії. Дворазовий володар Кубка Італії. Володар Суперкубка Італії з футболу. Володар Кубка Іспанії з футболу. Володар Кубка Кубків УЄФА. 

## Клубна кар'єра
У дорослому футболі дебютував 1987 року виступами за команду клубу «Сампдорія», в якій провів шість сезонів, взявши участь у 122 матчах чемпіонату.  Більшість часу, проведеного у складі «Сампдорії», був основним гравцем захисту команди та зробив внесок до одного з найуспішніших періодів в історії генуезького клубу. Виборов з ним титул чемпіона Італії, ставав володарем Кубка Італії (двічі), володарем Суперкубка Італії з футболу, володарем Кубка Кубків УЄФА.
Своєю грою за цю команду привернув увагу представників тренерського штабу клубу «Рома», до складу якого приєднався 1993 року. Відіграв за «вовків» наступні чотири сезони своєї ігрової кар'єри. Граючи у складі «Роми» також здебільшого виходив на поле в основному складі команди.
Згодом з 1997 по 2001 рік грав в Іспанії, де захищав кольори клубів «Саламанка» та «Реал Сарагоса». У складі останньої команди додав до переліку своїх трофеїв титул володаря Кубка Іспанії з футболу.
Завершив професійну ігрову кар'єру 2002 року у клубі «Сампдорія», у складі якої свого часу починав виступи на футбольному полі.

## Виступи за збірну
1992 року дебютував в офіційних матчах у складі національної збірної Італії. Протягом кар'єри у національній команді, яка тривала усього 3 роки, провів у формі головної команди країни лише 2 матчі.

## Після кар'єри гравця
Після завершення професійної ігрової кар'єри працював спортивним експертом на телебаченні. 2011 року був спортивним директором футбольного клубу «П'яченца».

## Титули і досягнення
- Чемпіон Італії (1):

«Сампдорія»:  1990–91
- Володар Кубка Італії (2):

«Сампдорія»:  1987–88, 1988–89
- Володар Суперкубка Італії з футболу (1):

«Сампдорія»:  1991
- Володар Кубка Іспанії з футболу (1):

«Реал Сарагоса»:  2000–01
- Володар Кубка Кубків УЄФА (1):

«Сампдорія»:  1989–90